# Togoische Fußballnationalmannschaft (U-20-Männer)
Die togoische U-20-Fußballnationalmannschaft ist eine Auswahlmannschaft togoischer Fußballspieler. Sie unterliegt der Fédération Togolaise de Football und repräsentiert sie international auf U-20-Ebene, etwa in Freundschaftsspielen gegen die Auswahlmannschaften anderer nationaler Verbände oder bei U-20-Afrikameisterschaften und U-20-Weltmeisterschaften.
Die Mannschaft schied 1987 in Chile, bei ihrer bislang einzigen U-20-WM-Teilnahme, in der Vorrunde aus.
Im gleichen Jahr war sie bereits Vize-Afrikameister geworden, nachdem sie im Finale gegen Nigeria verlor.

## Teilnahme an U-20-Weltmeisterschaften
| 1977 | nicht qualifiziert |
| 1979 | nicht qualifiziert |
| 1981 | nicht qualifiziert |
| 1983 | nicht qualifiziert |
| 1985 | nicht qualifiziert |
| 1987 | Vorrunde           |
| 1989 | nicht qualifiziert |
| 1991 | nicht qualifiziert |
| 1993 | nicht qualifiziert |
| 1995 | nicht qualifiziert |
| 1997 | nicht qualifiziert |
| 1999 | nicht qualifiziert |
| 2001 | nicht qualifiziert |
| 2003 | nicht qualifiziert |
| 2005 | nicht qualifiziert |
| 2007 | nicht qualifiziert |
| 2009 | nicht qualifiziert |
| 2011 | nicht qualifiziert |
| 2013 | nicht qualifiziert |
| 2015 | nicht qualifiziert |
| 2017 | nicht qualifiziert |
| 2019 | nicht qualifiziert |
| 2023 | nicht qualifiziert |

## Teilnahme an U-20-Afrikameisterschaften
| 1979 | Achtelfinale       |
| 1981 | Achtelfinale       |
| 1983 | Achtelfinale       |
| 1985 | zurückgezogen      |
| 1987 | 2. Platz           |
| 1989 | zurückgezogen      |
| 1991 | nicht qualifiziert |
| 1993 | nicht qualifiziert |
| 1995 | nicht qualifiziert |
| 1997 | nicht qualifiziert |
| 1999 | nicht qualifiziert |
| 2001 | nicht teilgenommen |
| 2003 | nicht qualifiziert |
| 2005 | nicht teilgenommen |
| 2007 | nicht qualifiziert |
| 2009 | nicht teilgenommen |
| 2011 | nicht qualifiziert |
| 2013 | nicht teilgenommen |
| 2015 | nicht qualifiziert |
| 2017 | nicht teilgenommen |
| 2019 | nicht qualifiziert |
| 2021 | nicht qualifiziert |
| 2023 | nicht qualifiziert |